# 28-ма окрема понтонно-мостова бригада (РФ)
28-ма окрема понтонно-мостова бригада (28 ОПМБр, в/ч 45445) — військове з'єднання інженерних військ Збройних сил Росії чисельністю в бригаду. Входить до складу Західного військового округу, має пряме підпорядкування Генштабу. Пункт постійної дислокації — місто Муром Володимирської області. Призначена для наведення переправ підвищеної вантажопідйомності на водних перешкодах.

## Історія

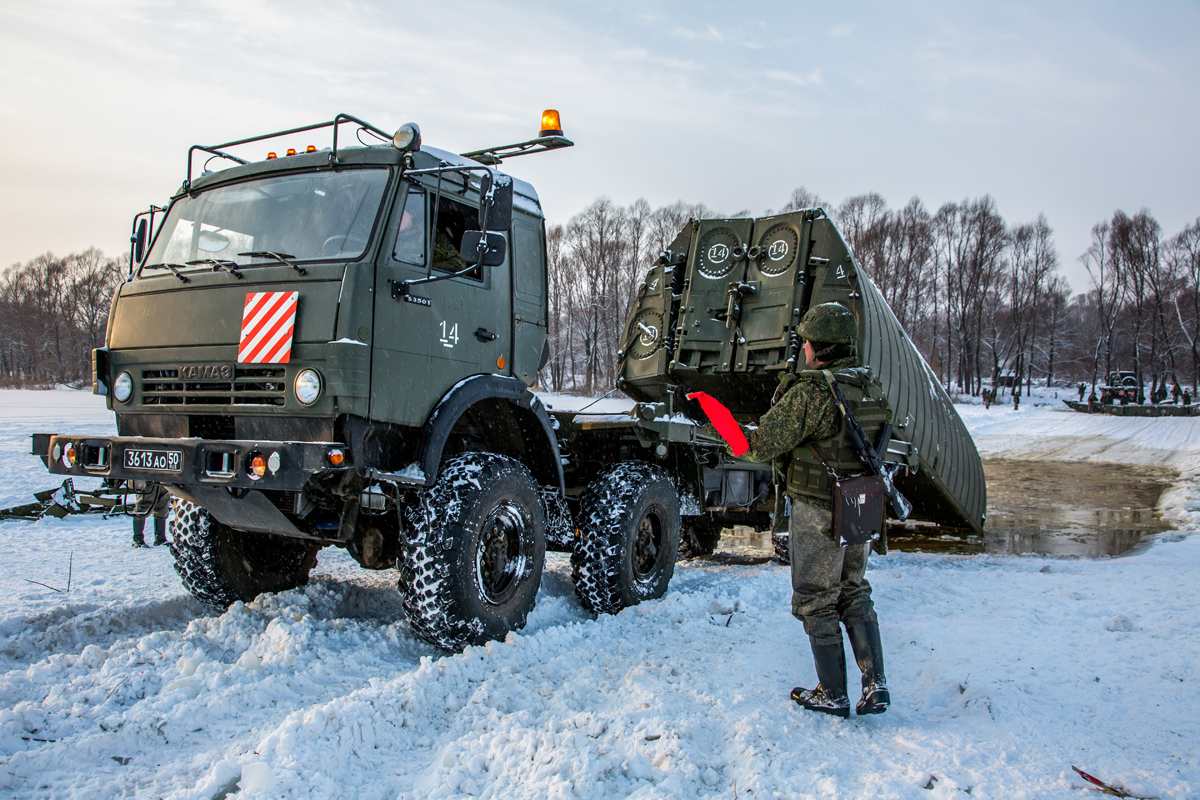
Наведення військовослужбовцями бригади понтонної переправи через р. Оку. 2017 р.

Бригада сформована 1 грудня 2015 року[джерело?] з дислокацією у м. Муром Володимирської області. Прямо підпорядкована Генштабу РФ. Головне призначення — наведення переправ підвищеної вантажопідйомності на водних перешкодах. У мирний час — для раптових завдань, пов'язаних з переправою техніки й матеріальних засобів, в тому числі, у ході наслідків надзвичайних ситуацій. У складі бригади на той час були понтонні батальйони, поромно-мостові машини, десантні підрозділи й підрозділи мостобудівних засобів.
У 2017 році брала участь у навчаннях Відкрита вода 2017, де посіла друге місце, поступившись команді 11-ї інженерної бригади.